# Джон Форстер

Герб Ірландії.

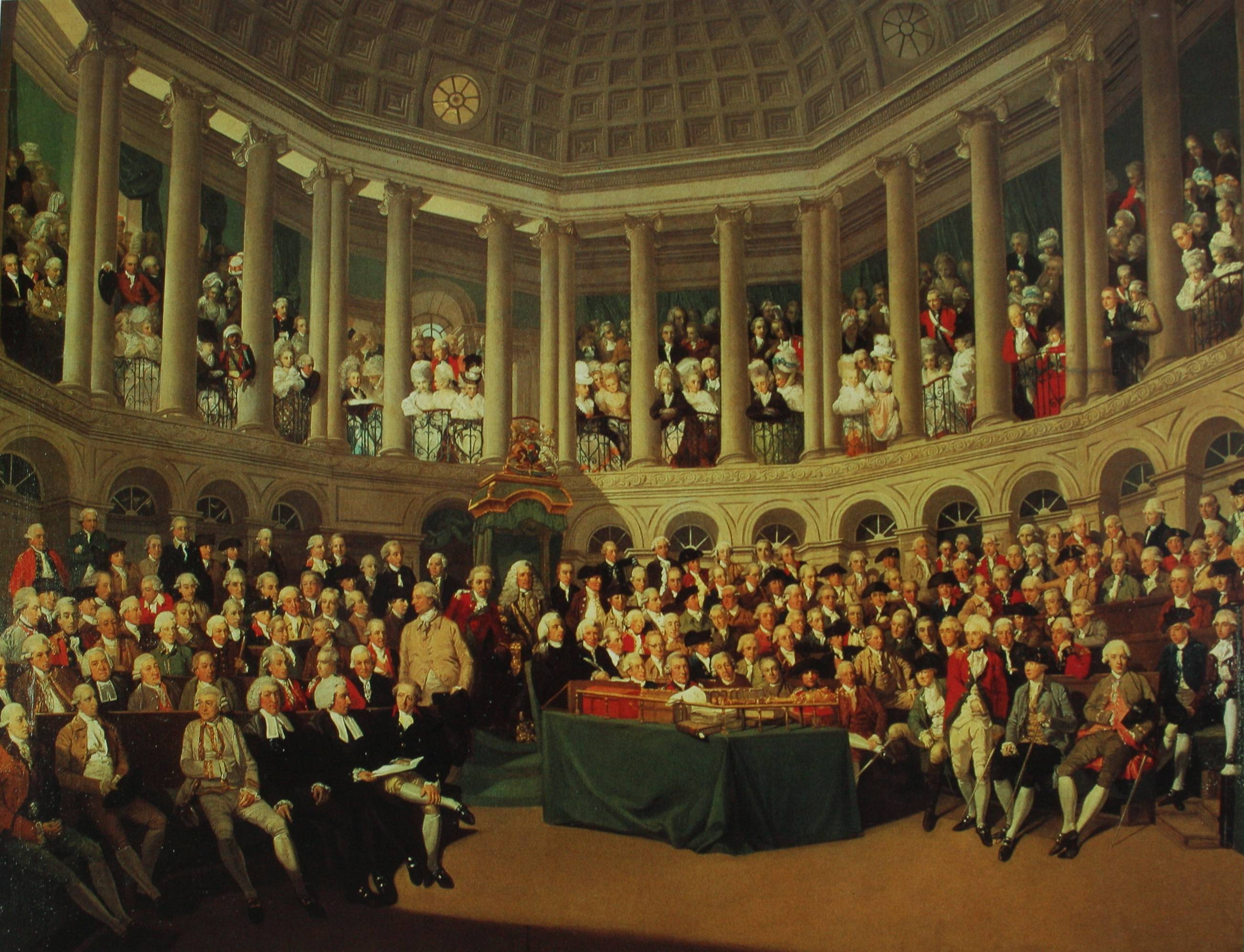
Засідання Палати громад парламенту Ірландії. Картина худ. Френсіса Вітлі. 1780 рік.

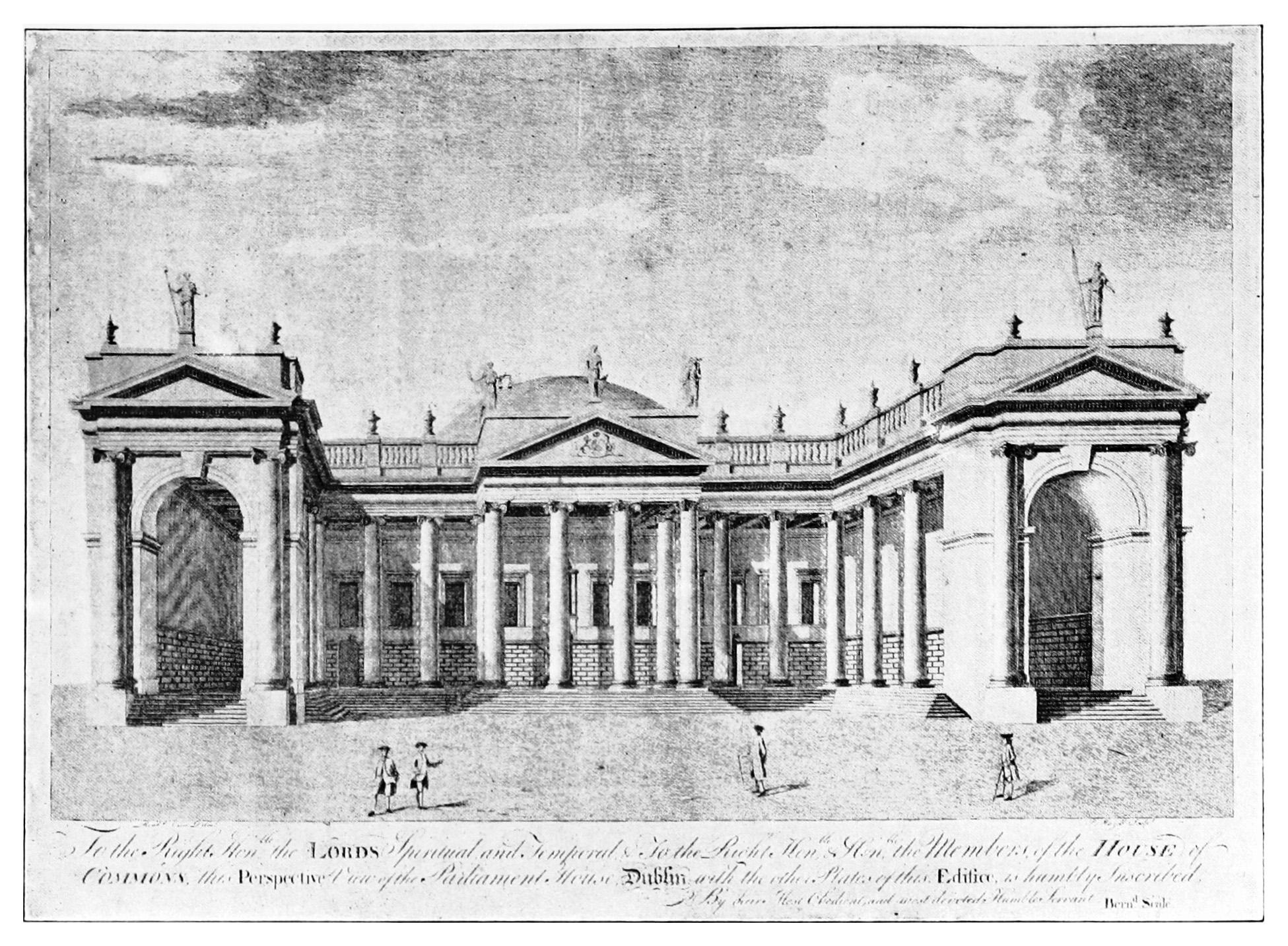
Малюнок передньої частини будинку парламенту Ірландії з куполом, вигляд з вулиці у XVIII столітті.

Джон Форстер (англ. John Forster; 1668 – 2 липня 1720) — відомий ірландський юрист, політик і суддя, спікер Палати громад парламенту Ірландії.

## Життєпис

### Походження
Джон Форстер народився в Дубліні (Ірландія). Він був одним із чотирьох дітей Річарда Форстера та його дружини Енн Веббер. Його батько був депутатом Палати громад парламенту Ірландії від округи Свордс і походив із родини, що давно була пов’язана з торговими колами  Дубліна. Ніколас Форстер – єпископ Рафоу, був його братом.

### Кар’єра
Джон Форстер служив юридичним реєстратором Дубліна з 1701 по 1714 рік і представляв місто Дублін в Палаті громад парламенту Ірландії з 1703 по 1715 рік. Він був генеральним соліситором (юридичним радником) Ірландії в 1709 році та генеральним прокурором Ірландії з 1709 до 1711 року. 20 вересня 1714 року став головним суддею Ірландської судової палати. У 1713 році він взяв участь у гарячих загальних виборах в Ірландії, а його виборчий округ став ареною виборчих бунтів у Дубліні. Елрінгтон Болл описав Форстера як «хорошого юриста та вражаючого оратора», але йому бракувало політичного досвіду. Як і Алан Бродрік, І віконт Мідлтон, його наставник, він був упертим і запальним. Під час його перебування на посаді юридичного реєстратора Дубліна стався серйозний конфлікт між олдерменами (радниками муніципальної асамблеї) Дубліна та Таємною радою Ірландії. Джон Форстер був цілком на боці олдерменів, і за це його жорстоко атакували Джонатан Свіфт та інші критики. Ці напади, безсумнівно, спричинили своє, і вважається, що він обміняв посаду юридичного реєстратора на посаду головного судді, вважаючи, що більш висока посада на практиці буде менш обтяжливою, ніж посада юридичного реєстратора.

### Родина
Джон Форстер вперше одружився з Ребеккою Монк – донькою Генрі Монка з Сент-Стівенс-Грін, Дублін та його дружини Сари – доньки та спадкоємиці сера Томаса Стенлі з Ґренджгормана. У цьому шлюбі Джон Форстер мав принаймні трьох дітей: Річарда, Анну та Елізабет. Він одружився вдруге з Дороті Еванс – дочкою Джорджа Еванса та Мері Ейр, і сестрою Джорджа Еванса, І барона Карбері. У них народилася дочка Дороті. Його син Річард одружився з Елізабет Ґірінг у 1721 році та помер у 1738 році. Його донька Анна вийшла заміж за знаменитого філософа Джорджа Берклі, єпископа Клойн. Її сестра Елізабет вийшла заміж за преподобного Роберта Спенса. Наймолодша дитина Дороті вийшла заміж за Томаса Бертона: вони були бабусею й дідусем іншого головного судді Ірландії – Томаса Бертона Ванделера. Джон Форстер помер від інсульту у своєму будинку, Клоншаг, Сантрі.